# Kerioth
Kerioth (en hébreu : Qriyot קְרִיּוֹת) est le nom de deux villes mentionnées dans la Bible hébraïque. L'orthographe Kirioth apparaît dans la version du roi Jacques de Amos 2:2 :
1. Une ville dans le sud de la Judée (« Joshua 15:25 »). Judas Iscariote était selon une hypothèse contestée originaire de ce lieu, et, de là son nom l'Iscariote. Il a été identifié avec les ruines d'el-Kureitein, à environ 10 miles au sud de Hébron (voir Hazor).
2. Une ville de Moab (« Jeremiah 48:24 »,« Jeremiah 48:41 »), appelé Kirioth (« Amos 2:2 »).